# Monastère Sainte-Walburge
Le monastère Sainte-Walburge (St. Walburga Monastery) est un monastère de religieuses bénédictines située aux États-Unis à Elizabeth (New Jersey). Il est voué à sainte Walburge.

## Histoire
Les premières moniales bénédictines à se rendre aux États-Unis arrivent en 1852 du monastère Sainte-Walburge d'Eichstatt en Bavière. Elles accompagnent les vagues d'immigrants germanophones dans le Nouveau Monde et s'installent à Saint-Mary's en Pennsylvanie. Cinq ans plus tard, elles viennent dans la paroisse Saint-Michel de Newark, afin de s'occuper des enfants des immigrés allemands et ouvrent un prieuré avec une école (il y avait soixante-douze enfants au début) en 1864.
Le prieuré devient indépendant en 1868 et les religieuses élisent leur première prieure, Mère Walburga Hock, osb. L'année suivante, elles déménagent dans leur nouveau prieuré, qu'elles quittent en 1923 pour une nouvelle demeure plus vaste.
Aujourd'hui, les religieuses, qui ne sont pas cloîtrées, ont étendu leur apostolat dans cet environnement urbain. Elles ont des maisons à New York, en Pennsylvanie, à Washington, dans l'Ohio, etc. et ont ouvert une mission en Équateur.
Elles dirigent la St. Benedict Prep School et un centre de spiritualité à l'abbaye d'Elizabeth, ainsi qu'une école secondaire pour jeunes filles, la Benedictine Academy à Elizabeth. Elles assurent le soutien matériel et spirituel du Benedictine Hospital à Kingston (New York).
Elles reçoivent aussi pour des retraites spirituelles.